# Opwijk
Opwijk es un municipio belga perteneciente a la provincia de Brabante Flamenco, en el arrondissement de Halle-Vilvoorde.
A 1 de enero de 2018 tiene 14 378 habitantes. Comprende los deelgemeentes de Opwijk y Mazenzele.
Se ubica en la esquina noroccidental de la provincia, a medio camino entre Merchtem y Lebbeke. Por el oeste de su término pasa la carretera N47, que une Dendermonde con Bruselas.
Es el lugar de nacimiento de los hermanos futbolistas François Van der Elst y Leo Van Der Elst.

## Demografía

### Evolución
Todos los datos históricos relativos al actual municipio, el siguiente gráfico refleja su evolución demográfica, incluyendo municipios después de efectuada la fusión el 1 de enero de 1977.
| Gráfica de evolución demográfica de Opwijk entre 1846 y 2020 |
|                                                              |